# Aspect și mod de acțiune
În lingvistică, aspectul și modul de acțiune, pentru cel din urmă termen fiind folosit și termenul german Aktionsart, indeferent de limba lucrării de specialitate, sunt categorii gramaticale ale verbului despre care nu există unitate de vederi în gramaticile diferitelor limbi și uneori nici printre lingviștii care se ocupă de aceeași limbă. Unii folosesc numai noțiunea de aspect și includ printre aspecte ceea ce alții consideră moduri de acțiune. Alți lingviști deosebesc cele două categorii, remarcând că acestea sunt strâns legate, dar nici între ei nu există unitate despre ce trăsături țin de prima categorie și ce trăsături țin de a doua. Altă problemă este că prin denumirile unor aspecte și moduri de acțiune, diferiți lingviști nu înțeleg același lucru.
Conform unei păreri, aspectul exprimă faptul că acțiunea verbului își atinge sau nu scopul, respectiv că este sau nu limitată în timp, iar modul de acțiune exprimă durata acțiunii, a întâmplării sau a stării și modul în care are loc acțiunea sau evenimentul.
După altă părere, cele două categorii se disting prin mijloacele lor de exprimare: aspectul ar fi exprimat prin mijloace gramaticale, iar modul de acțiune ar fi inclus în sensul lexical al verbului fără afixe de derivare sau dat de asemenea afixe. Alții consideră moduri de acțiune numai ceea ce este exprimat prin afixe.
Și printre lingviștii care țin seama numai de aspect există divergențe notabile în tratarea și descrierea categoriilor acestuia, din cauză că aspectul este determinat de mai mulți factori: sensul lexical al verbului, morfologia sa, verbe auxiliare, forme verbale temporale, tipul complementelor verbului etc.
Lingvistica diferitelor limbi nu s-a ocupat și nu se ocupă cu același interes de aspecte și de modurile de acțiune. În cazul unor limbi precum cele slave, ele sunt tratate deja demult în mod aprofundat, deoarece în acestea aspectele constituie un sistem relativ coerent. Sunt frecvente perechile de verbe cu același sens lexical, dar de aspecte diferite, iar opoziția dintre acestea este marcată uneori prin lipsa unui afix gramatical la unul dintre verbe și un afix la celălalt, alteori prin afixe diferite. Relativ nu de mult timp se ocupă mai mult sau mai puțin cu aspectele și modurile de acțiune și gramaticile unor limbi în care acestea nu sunt exprimate atât de sistematic ca în limbile slave.

## Aspecte și moduri de acțiune
În dicționarele de lingvistică Bussmann 1998 și Crystal 2008 apar următorii termeni, toți definiți ca denumiri de aspecte, niciunul ca mod de acțiune, deși Bussmann 1998 are un articol „Aktionsart”, iar Crystal 2008 menționează modul de acțiune la articolul „Aspect”. Având în vedere caracteristicile limbii engleze, aceste aspecte sunt exprimate de exemplele date mai ales prin sensul lor lexical, eventual împreună cu contextul lor:
- stativ (stative) vs. activ (active) sau dinamic (dynamic)

Verbele stative nu implică schimbare în timp (ex. own „a poseda”, know „a ști”, like „a-i plăcea”), pe când cele active exprimă procese, activități, situații active: blossom „a înflori”, hit „a lovi”.
- imperfectiv (imperfective, aterminative sau cursive) vs. perfectiv (perfective sau terminative), durativ (durative) vs. nedurativ (non-durative), progresiv (progressive) vs. neprogresiv (non-progressive), incomplet (incomplete) vs. complet (complete), atelic (atelic) vs. telic (telic)

Aceste perechi de termeni englezești se folosesc adesea pentru aceeași pereche de aspecte. Primul se referă la acțiuni, întâmplări, stări nelimitate în timp (work „a lucra”, read „a citi”, be burning „a arde”), al doilea la acțiuni sau întâmplări limitate în timp: burn down „a arde (complet)”, have read a novel „a fi citit un roman”.
- proces (process) vs. acțiune (action)

Această pereche de aspecte opune stări sau procese necauzate de vreun agent (know „a ști”, blossom „a înflori”) cu acțiuni: hit „a lovi”, read „a citi”.
- iterativ (iterative sau frequentative) vs. semelfactiv (semelfactive)

Aceste aspecte sunt subcategorii ale aspectelor nedurativ, respectiv durativ. Verbele iterative exprimă acțiuni repetate (ex. flutter „a zburătăci”, breathe „a respira”), iar cele semelfactive – acțiuni care au loc o singură dată: sneeze „a strănuta”, knock „a ciocni”.
- Habitualul (habitual) este o subcategorie a durativului. Exprimă acțiuni, întâmplări, stări de lungă durată, întrerupte de pauze. Uneori se consideră că termenul are același sens cu iterativ. Exemple: Caroline works in England „Caroline lucrează în Anglia”[13], She used to go to work by car „Mergea (de obicei) la lucru cu mașina”[14].

- Diminutivul (diminutive) este tot o subcategorie a durativului. Exprimă acțiuni de mică intensitate: de  hüsteln „a tuși (puțin și repetat)” vs. husten „a tuși”, spötteln „a ironiza” vs. spotten „a-și bate joc”[15].

- Incoativul (inchoative sau inceptive) este o subcategorie a aspectului nedurativ, exprimând începutul unei acțiuni sau al unei întâmplări: burst into flames „a izbucni în flăcări”, fall asleep „a adormi”. Începutul brusc se mai numește în engleză și ingressive[16].

- Transformativul (transformative) este tot o subcategorie a nedurativului. Exprimă a schimbare de stare neprovocată de un agent: age „a îmbătrâni” (intranzitiv), cool off „a se răci”, go blind „a orbi” (intranzitiv)[17].

- Terminativul (resultative, conclusive, effective, finitive sau terminative) este de asemenea o subcategorie a nedurativului. Exprimă ducerea până la capăt a acțiunii, sfârșitul ei: find ’a găsi’, kill „a omorî”[18].

- Factitivul (factitive) sau cauzativul (causative) exprimă faptul că subiectul gramatical face ca alt agent să efectueze acțiunea verbului (She makes him eat „Îl face să mănânce”)[19], sau că subiectul cauzează o întâmplare (fell „a doborî”, melt „a topi”) ori o schimbare de însușire: blacken „a înnegri”, redden „a înroși”[20].

- Intensivul (intensive) exprimă acțiuni de mare intensitate: scream „a țipa”, smash „a sfărâma”[21].

Printre gramaticile limbilor standard din diasistemul slav de centru-sud sunt unele care iau în seamă numai aspecte și subcategorii ale acestora, pe care altele le consideră moduri de acțiune, acestea din urmă distingând aspectele de modurile de acțiune.
Lingvistul sârb Ivan Klajn (Klajn 2005) și Gramatika crnogorskoga jezika „Gramatica limbii muntenegrene” (Čirgić 2010) consideră că există două aspecte:
- Verbele imperfective (nesvršeni glagoli sau imperfektivni glagoli) exprimă acțiuni, întâmplări sau stări prezente, viitoare sau trecute, în curs de desfășurare, fără limite în timp. După Čirgić 2010, acest aspect cuprinde două categorii de verbe:

- Cele durative (trajni sau durativni) exprimă caracterul neîntrerupt al acțiunii, stării sau întâmplării: pričati „a povesti”, jesti „a mânca”.
- Cele iterative (učestali sau iterativni) exprimă acțiuni întrerupte de pauze, dar tot fără limite în timp: kuckati „a ciocăni”, javljati se „a apărea, a se prezenta (din când în când)”.

Klajn 2005 include în noțiunea de imperfectiv și pe cea de durativ, menționând că mai toate verbele imperfective pot fi și iterative: sr  Učenici pišu zadatak „Elevii își scriu tema / scriu o temă” vs. Pisaću ti svakog dana „Îți voi scrie în fiecare zi”.
- Verbele perfective (svršeni glagoli sau perfektivni glagoli) aparțin, după Klajn 2005, mai multor categorii:

- momentano-perfective (trenutno-svršeni): udariti „a lovi”, skočiti „a sări”;
- incoativo-perfective (početno-svršeni): zapevati „a începe să cânte”, zaspati „a adormi”;
- terminativo-perfective (završno-svršeni), prin care Klajn 2005 înțelege verbe care exprimă acțiuni duse până la capăt: pojesti „a mânca (tot)”, pročitati „a citi (complet)”;
- ingresive (ingresivni), a căror acțiune durează un anumit timp, mai scurt sau mai lung, sau intensive (intensivni): porazgovarati „a sta de vorbă (scurt)”, potrajati „a dura mult timp”, zaigrati se „a se juca uitând de sine”;
- sative (sativni), care exprimă acțiuni duse până la limitele lor extreme: najesti se „a se sătura (de mâncare)”, naspati se „a dormi (pe săturate)”.

Čirgić 2010 include printre cele terminativo-perfective și verbe care exprimă sfârșitul acțiunii: stići „a sosi”, dovršiti „a termina”.
Hrvatska gramatika „Gramatica croată” (Barić 1997) ia în seamă aceleași aspecte ca cele două gramatici precedente, dar subcategoriile de aspecte din acestea le tratează separat ca moduri de acțiune (načini radnje), adăugând și altele:
- verbe factitive (učinski, faktitivni sau uzročni glagoli), care exprimă schimbarea unei stări de către un agent exterior: bijeliti „a albi”, crveniti „a înnegri”;
- verbe comparative (poredbeni sau komparativni glagoli):

- Verbele diminutive (deminutivni glagoli) exprimă faptul că acțiunea este puțin intensă. Pot fi imperfective sau perfective: grickati (imperfectiv) vs. gricnuti (perfectiv) „a ronțăi”.
- Verbele augmentative (augmentativni glagoli) exprimă faptul că acțiunea lor este mai importantă sau mai intensă decât cea a corespondentelor lor cu acțiune obișnuită. Și acestea pot fi imperfective sau perfective: prejedati se (imperfectiv) vs. prejesti se (perfectiv) „a mânca prea mult”.
- verbe care exprimă o acțiune a agentului lor mai importantă sau mai de efect decât a altui agent (majorativni glagoli): nadvikivati koga (imperfectiv) vs. nadvikati koga (perfectiv) „a striga mai tare decât cineva”.

După Barić 1997, unele categorii de verbe prezentate mai sus ca numai imperfective sau ca numai perfective au pereche și de celălalt aspect:
- iterative: zatvarati (imperfectiv) „a închide” vs. pozatvarati „a închide totul rând pe rând”;
- incoative: polijetati (imperfectiv) vs. poljeteti (perfectiv) „a-și lua zborul”;
- terminative: dograđivati (imperfectiv) vs. dograditi „a construi adăugând la o construcție existentă”.

## Marcarea aspectelor/modurilor de acțiune
Fiecare verb exprimă un aspect și/sau un mod de acțiune, marcate cu diverse mijloace care au ponderi diferite în funcție de limbă. În limbile slave și în limba maghiară, cele mai importante sunt afixele gramaticale. În alte limbi, precum engleza sau cele romanice, mijloacele gramaticale sunt mai degrabă formele verbale temporale, verbele auxiliare și contextul sintactic, dar și sensul lexical este un mijloc important de marcare a aspectelor și a modurilor de acțiune.

### În limbile din diasistemul slav de centru-sud
În aceste limbi, ca și în cele slave în general, aspectele și modurile de acțiune sunt exprimate mai ales prin afixe, adică prefixe și sufixe, respectiv lipsa acestora. Se formează verbe perfective din imperfective și verbe imperfective din perfective, alcătuindu-se astfel perechi.
Verbe perfective din imperfective se formează în două feluri:
- prin adăugarea unui prefix la un verb imperfectiv: čitati → pročitati (Čitam knjigu „Citesc o carte / cartea” vs. Oni traže da pročitam knjigu „Ei cer să citesc cartea”)[25];
- prin schimbarea sufixului tematic al verbului imperfectiv: bacati „a arunca” (acțiune obișnuită sau repetată) → baciti „a arunca” (acțiune momentană, unică)[26];

Verbe imperfective din perfective se pot forma:
- prin adăugarea unui sufix înaintea celui de infinitiv al verbului perfectiv: ustati „a se ridica în picioare” (acțiune unică) → ustajati „a se ridica în picioare” (acțiune obișnuită)[27];
- prin schimbarea sufixului tematic al verbului perfectiv: posjetiti „a vizita” (acțiune unică) → posjećivati „a vizita” (acțiune obișnuită)[28].

Sunt relativ puține verbele al căror sens lexical include aspectul imperfectiv și nu au pereche perfectivă. Astfel de verbe sunt postojati „a exista”, stanovati „a locui”, uticati „a influența”.
Sunt și verbe care nu au pereche, fiindcă sunt biaspectuale. Aspectul lor este dat de context. Așa este, de exemplu, verbul videti „a vedea”: Pred sobom je video beskrajnu ravnicu „În fața lui vedea o câmpie nesfârșită” (imperfectiv) vs. Obradovao se kad me je video „S-a bucurat când m-a văzut”. Majoritatea verbelor împrumutate sunt biaspectuale: organizovati „a organiza”, formirati „a forma”, operisati „a opera”.
Există legătură între aspect și timp verbal. De regulă, un verb perfectiv nu poate fi folosit la prezent într-o propoziție independentă. Timpul aorist, corespunzător perfectului simplu din limba română, pot să-l aibă aproape exclusiv verbele perfective, dat fiind că însuși acest timp exprimă o acțiune terminată în trecut. În opoziție cu acesta, pot fi puse la imperfect numai verbele imperfective.

### În limba maghiară
În limba maghiară, aspectele și modurile de acțiune se exprimă mai puțin sistematic decât în limbile slave. Multe verbe imperfective nu au pereche perfectivă (létezik „a exista”, megbocsát „a ierta”, gondoz „a îngriji”, elüldögél „a ședea”) și sunt mai multe verbe biaspectuale: modernizál „a moderniza”, létesít „a înființa”.
Aspectele și modurile de acțiune pot fi exprimate de înseși rădăcinile verbale prin sensul lor lexical, precum și prin prefixe și sufixe.
Marca aspectelor este în primul rând prezența sau absența unui prefix. În general, prefixul face ca verbul să fie perfectiv. Unele perechi de verbe imperfectiv vs. perfectiv constau din verbe cu același sens lexical: ír vs. megír „a scrie”, olvas vs. elolvas „a citi”, virágzik vs. kivirágzik „a înflori”. În alte cazuri, prefixul schimbă mai mult sau mai puțin sensul lexical al verbului și totodată îl face perfectiv: megy „a merge” vs. kimegy „a merge afară, a ieși”, száll „a pluti” vs. leszáll „a coborî plutind, a ateriza”.
Prefixul el- este mai deosebit prin faptul că în unele cazuri perfectivizează verbul (elolvas „a citi”), dar în altele întărește caracterul imperfectiv al verbului: elábrándozik „a sta în visare”, elbámészkodik „a se uita cu gura căscată”, eltöpreng „a sta pe gânduri”.
Prefixul poate marca și moduri de acțiune, de exemplu începutul ei (hozzálát „a se apuca de”), caracterul său momentan (megörül „a se îmbucura”), intensitatea sa (kidíszít „a împodobi total”), caracterul său exagerat (túlérik „a se răscoace”).
Prin sufixe adăugate unor verbe se pot exprima moduri de acțiune precum frecvența (lép „a păși, a face un pas” vs. lépeget „a face pași”), eszik „a mânca” vs. eszeget „a mânca câte puțin, cu pauze”), caracterul momentan [kopog „a ciocăni (repetat)” vs. koppant „a produce un sunet lovind ceva”], începutul unei acțiuni (hever „a sta culcat” vs. leheveredik „a se culca”).
Există și un verb auxiliar de aspect, szokott „a obișnui”, pentru acțiuni, întâmplări, stări obișnuite: Kati gyakran szokott uszodába járni „Kati obișnuiește să meargă des la piscină”.

### În alte limbi
Și în lingvistica unor limbi în care mai demult nu se tratau aspectele și modurile de acțiune, relativ recent, acestea și mijloacele lor de exprimare au atras atenția. Aceste mijloace sunt numai parțial asemănătoare cu cele din limbile slave.
Privitor la limba română, Gheorghe Constantinescu-Dobridor consideră că aspectul, spre deosebire de mod și de timp, nu este o categorie gramaticală a verbului românesc. El chiar începe definiția aspectului cu „categorie gramaticală caracteristică limbilor slave…”, dar menționează că este exprimat și în română. Pe de o parte o fac unele timpuri verbale: imperfectul exprimă și aspectul imperfectiv, iar perfectul compus – aspectul perfectiv. Exemplu: În timp ce mânca, a sunat telefonul. Perfectul simplu și mai mult ca perfectul exprimă de asemenea aspectul perfectiv.
Pe de altă parte, aspectele sunt exprimate prin mijloace lexicale. Unele verbe includ exprimarea aspectului în sensul lor lexical: a dormi (imperfectiv), a se deștepta (perfectiv). Verbe ca a începe, a continua, a sfârși, a termina sunt considerate de Constantinescu-Dobridor 1998 verbe auxiliare de aspect care n-ar fi gramaticale, nici gramaticalizate, ci lexicale, deoarece au funcția de predicat și nu constituie o unitate semantică, morfologică și sintactică cu verbul pe care îl subordonează. Exemple: începe să ningă, termină de citit.
În gramaticile limbii române nu se menționează afixe de marcare a aspectelor/modurilor de acțiune.
Nici în engleză, aspectele/modurile de acțiune nu se marchează cu afixe, ci cu alte mijloace. Se deosebesc, de exemplu, verbe simple și cu formă continuă. Acestea din urmă sunt marcate de forma compusă specifică a verbului, deci un mijloc gramatical. Exemplu: I sing „(eu) cânt” (în general, uneori sau în mod obișnuit) vs. I am singing „tocmai cânt, sunt în curs de a cânta”. Și în această limbă sunt auxiliare de aspect/mod de acțiune: she started working „a început să lucreze”, she finished working „a terminat de lucrat”. Caracteristicile complementelor verbului pot de asemenea să-i confere acestuia un aspect/mod de acțiune: He ate apples „Mânca mere” (imperfectiv) vs. He ate an apple „A mâncat un măr” (perfectiv).
Și în limba franceză există mijloacele de exprimare a aspectelor/modurilor de acțiune care sunt prezente în română și în engleză, dar și alte trăsături ale verbelor sunt considerate aspecte/moduri de acțiune.
În franceză sunt de asemenea verbe care includ aspectul/modul de acțiune în sensul lor lexical:
- verbe imperfective, durative: attendre „a aștepta”, demeurer „a rămâne”, se mourir „a trage să moară”, posséder „a poseda”, réfléchir „a gândi, a reflecta”;
- verbe perfective, momentane (sau instantanee): éclater „a izbucni”, exploser „a exploda”, mourir „a muri”, trouver „a găsi”;
- verbe incoative, înțelese ca verbe ce exprimă schimbarea unei stări: rougir „a roși” (intranzitiv), grandir „a crește” (intranzitiv), se liquéfier „a se lichefia”, tarir „a seca” (intranzitiv);[40]
- verbe factitive, cauzative: tuer „a ucide”, commencer „a începe” (tranzitiv).

Au un rol important și formele verbale temporale. Cele compuse și perfectul simplu exprimă aspectul perfectiv, iar imperfectul – aspectul imperfectiv (vezi Verbul în limba franceză).
Grevisse și Goosse 2007 consideră că în franceză există două verbe și o expresie verbală auxiliare de aspect propriu-zise, gramaticalizate, ale căror construcții nu se analizează sintactic:
- Faire formează construcții factitive, inclusiv cu el însuși: L’opium fait dormir „Opiul te face să dormi”, Il fait faire ses costumes à Londres „Își face costumele la Londra”[39].
- Laisser este tot factitiv, exprimând în plus pasivitatea subiectului gramatical: Il a laissé battre son petit frère „A lăsat să-i fie bătut frățiorul”[39].
- Expresia verbală être en train de formează o așa-numită perifrază verbală care exprimă continuitatea acțiunii: Puisque nous sommes en train de visiter les monuments... „Deoarece suntem în curs de a vizita monumentele…” (Théophile Gautier)[41].

Grevisse și Goosse 2007 ia în seamă și adverbe pe care le numește aspectuale, care întăresc aspectul/modul de acțiune exprimat de verbul lor regent: Le train a surgi soudain „Trenul a apărut brusc”, Il a dormi longtemps „(El) a dormit mult timp”.
Aceeași gramatică menționează și afixe care marchează aspecte/moduri de acțiune. Există sufixe frecventative, de exemplu -ot- (boir „a bea” → buvoter „a bea câte puțin, cu pauze”) și factitive: neutraliser „a neutraliza”, vitrifier „a vitrifica”. Un afix aspectual este considerat și prefixul re-, care exprimă repetarea sau reluarea acțiunii: retravailler „a lucra din nou”.